# Iza (fiume)
Il fiume Iza è un affluente del Tibisco in Maramureș. Nasce da sotto il picco Bătrâna nei Monti Rodnei a un'altitudine di 1.380 m, corre lungo la depressione di Maramureș e sfocia nel Tibisco a ovest di Sighetu Marmații, a un'altitudine di 268 m.
La superficie del suo bacino idrografico ammonta a 1303 km² su una lunghezza di 83 km, formando un vero e proprio sottobacino idrografico, omonimo del fiume, Iza. Nel suo corso superiore, l'Iza ha un flusso lento, che gli permette di formare un'ampia vallata, tanto che a valle del paese di Strâmtura forma tra rocce più resistenti la gola "la straitori".
I suoi affluenti più importanti sono quelli di sinistra: Mara unita a Cosăul, Baicu, Botiza e Slătioara. Sulla destra, l'Iza riceve come suo principale affluente il Ronișoara, che scorre per una lunghezza di 22 km.
Le precipitazioni mostrano valori elevati nel bacino di Iza, compresi tra 853 e 1350 mm/anno. Il flusso oscilla tra 450 e 850 mm/anno.

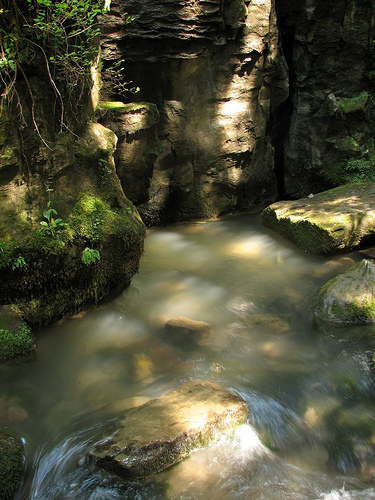
La sorgente dell'Iza